# اردشیر سوم (شاهنشاه ساسانی)
اردشیر سوم (به پارسی میانه: 𐭠𐭥𐭲𐭧𐭱𐭲𐭥‎ ت.ت. 'اَرْتَخْشَتْرَ') بیست‌ونهمین شاهنشاه ایران و انیران از خاندان ساسان در ایران‌شهر بود، وی فرزند شیرویه (قباد دوم) و مادری رومی بود که در ۷ سالگی به پادشاهی رسید و اندکی پس از آن کشته شد. با پادشاهی ۶ ماهه اردشیر سوم، خاندان چهارصد ساله ساسانی وارد سراشیبی فروپاشی شده بود. خاندان ساسان به سبب کشتارهای کینه توزانه و کشمکش‌های درباری، چنان فرزندان پسر خود را از دست داده بود که جز کودکی ۷ ساله، کسی برای نشستن بر تخت شاهی ساسانیان پیدا نمی‌شد. به سبب آشفتگی احوال، در گزارش منابع نیز از وحدت نظر خبری نیست. مسعودی مدت سلطنت اردشیر سوم را ۵ ماه و طبری ۱۸ ماه ذکر می‌کند ولی بیشتر منابع بر آن اند که اردشیر سوم به دست شهروراز سردار معروف خسرو پرویز کشته شده‌است.
به هنگام تخت‌نشینی اردشیر، مهاذر گشنسپ خوانسالار دربار، به سبب خردسالی شاه، به قیمومت یا نیابت سلطنت انتخاب شد. شهروراز که مایل به اطاعت از مهاذر گشنسب نبود، فرصت را برای انقراض ساسانیان و به دست گرفتن قدرت مناسب تشخیص داد و با این بهانه که برای انتخاب شاه با او مشورت نشده‌است، با توافق هراکلیوس، قیصر روم که او نیز در انتظار چنین فرصتی بود، به تیسفون حمله کرد. او پیش از حمله حمایت نیوخسرو، رئیس نگهبانان سلطنتی و نامدار گشنسب، سپاهبد نیمروز را جلب کرده بود. در این هنگام مهاذر گشنسب در تیسفون با هشیاری در کنار شاه و در حال سامان دادن امور بود. شهروراز، با استفاده از اختلاف‌های درباری بر او پیروز شد و شاه را در ۲۷ آوریل ۶۳۰ به قتل رساند و با اینکه از تخمه شاهی نبود، خود را شاه خواند. اینکه نویسنده مجمل التواریخ گمان می‌دارد که اردشیر سوم در مستی خفه شده‌است، به سبب خردسالی اردشیر نمی‌تواند حقیقت داشته باشد.
شهربراز پیمان با هراکلیوس را منعقد کرد، به تیسفون با شش هزار مرد حمله کرد، آنجا را محاصره کرد و از طریق خیانت تیسفون را تصرف کرد، اردبیل، مهرآدور گوشنسب و بسیاری دیگر از اشراف‌زادگان را کشت و تخت شاهی را به چنگ آورد.

## اردشیر سوم در کتاب‌های تاریخی

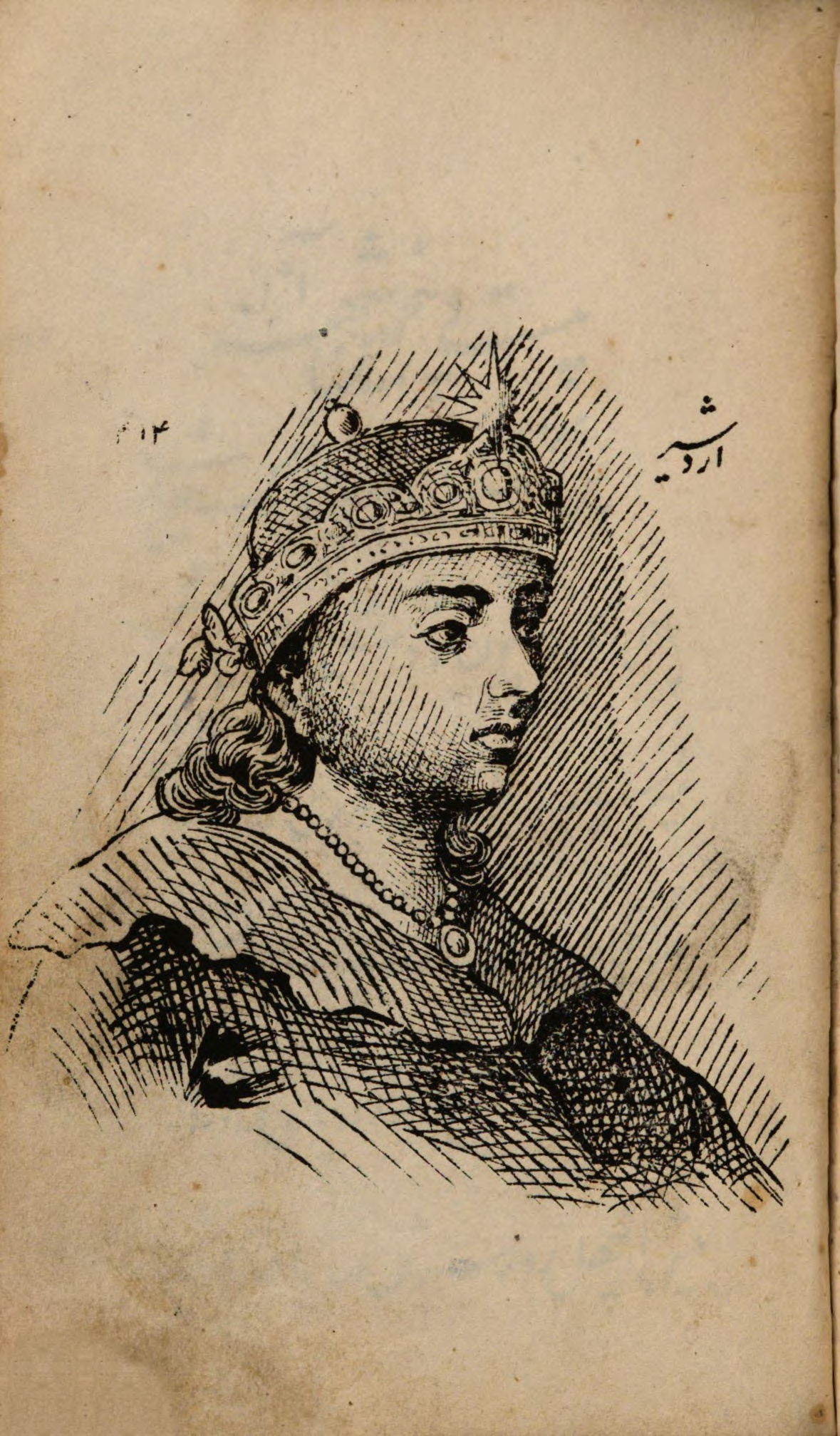
نگاره‌ای از اردشیر سوم در نامهٔ خسروان

اردشیر در کل یک سال و شش ماه حکومت کرد، ولی هشام کلبی میزان دقیقتر حکومت او را یک سال و هفت ماه گزارش داده‌است. سکه‌هایش نشان از جوانی می‌دهد که تاج کنگره‌دار سه پله‌ای (یادآور تاج‌های شاپور یکم و یزدگرد دوم) بر سر داشت، در حالی که در پشت سکه، نسخه قدیمی از شعله‌ور شدن خط گردش نوار آتشکده تجدید شده‌است. در سری دوم، تاج با بال‌های عقاب آراسته شده‌است (همچون تاج خسرو دوم)، بالای آن یک توپ قرار دارد (همچون تاج قباد دوم)، که شاید حکایت از تأسیس حکومتش دارد. در کتاب تصویری شاهان ساسانی، اردشیر ایستاده، به شمشیری که در دست چپش است، تکیه زده در حالی که در دست راستش نیزه دارد. لباس شامل جامه آبی آسمانی و تاج سرخ‌رنگ است. بر طبق یک روایت سنتی، شاه کودک در سرزمین مشان دفن شده‌است.

## سکه‌شناسی
دنار اردشیر سوم از کمیاب‌ترین سکه‌های طلای ساسانی است. این سکه که احتمالاً برای تاج‌گذاری پادشاه ضرب شده‌است، از ویژگی‌های استاندارد پادشاهان ساسانی پیروی می‌کند که شاه کودک را به صورت پرتره‌ای روبه‌رو در روی سکه و حالت ایستاده‌اش را که شمشیر خود را در دست دارد در پشت سکه، نشان می‌دهد. پرتره جلو اردشیر را با تزیینات سنتی هلال ماه و ستاره بر روی دو شانه و نوارهای روان نشان می‌دهد. ستاره و هلال بر روی هر شانه، و روبان در هر دو سمت وی دیده می‌شود. این حالت ایستاده برای نختسین بار در نقش‌برجسته شاپور یکم دیده شد، ولی بدست شاپور سوم در تاق‌بستان ساخته شده و پدرش شاپور دوم را در کنار هم ایستاده نشان می‌دهد که هر دو این ژست پادشاهی را اتخاذ کرده‌اند. این اثر با همان پارچه، به سبک حکاکی و با همان حاشیه خال‌دار ایجاد شده‌است که در دنار خسرو پرویز سال ۳۶ (۶/۶۲۵ م) است. جالب اینجاست که ضرب سکه‌های شیرویه و اردشیر سوم هر دو از استفاده از عنوان سنتیِ شاهنشاه اجتناب می‌کنند و ظاهراً به منظور متمایز کردن خود از پادشاهی خسرو، apzwn را برمی‌گزینند.

سکه‌های اردشیر سوم
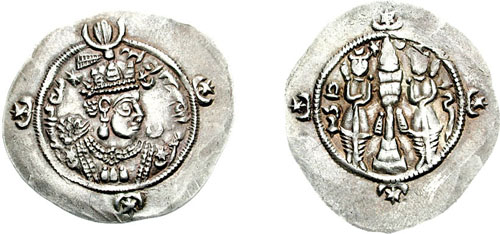
درخم اردشیر سوم
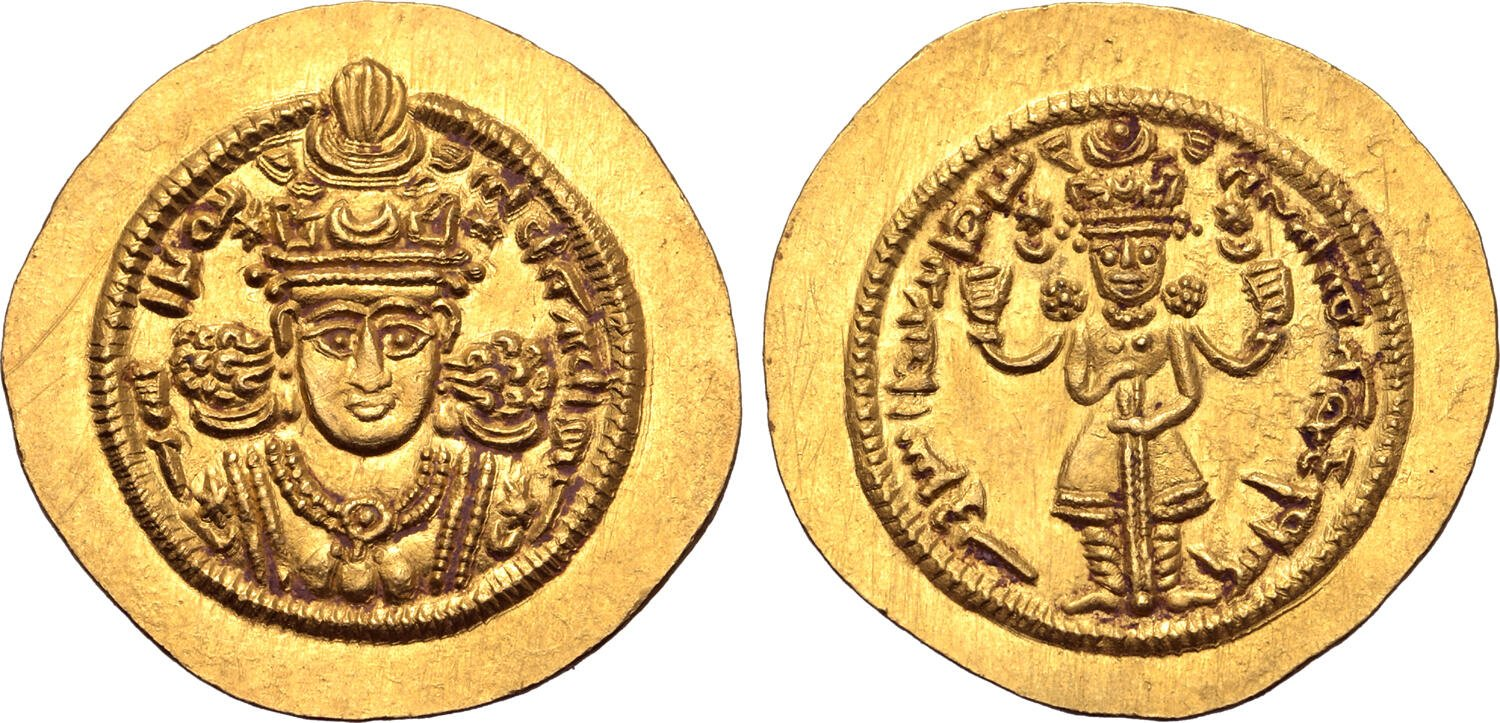
دنار اردشیر سوم، ضرب ناآشکار در ۶۲۸/۹ میلادی